# Chaetopappa asteroides
Chaetopappa asteroides là một loài thực vật có hoa trong họ Cúc. Loài này được (Nutt.) Nutt. ex DC. mô tả khoa học đầu tiên năm 1836.